# Iron Savior (album)
Pour le groupe, voir Iron Savior.
Albums de Iron Savior
Unification
Iron Savior est le premier album du groupe de power metal allemand Iron Savior, il parait le 30 juin 1997 sur le label Noise Records.

## L'album
L'album paraît le 30 juin 1997 sur le label Noise Records.
Cet album est la concrétisation du projet mené par Piet Sielck auquel s'est joint son ami Kai Hansen,. L'album démarre avec un instrumental dans le style de musique de marche militaire. Le dernier titre de l'album est une reprise du groupe Nazareth, This Fligth tonigth.
L'album est considéré par Gianni Della Cioppa, journaliste musical italien, comme « un magnifique album, un recueil impeccable de cinq décennies d'histoire du metal classique, synthèse et exaltation d'un genre lié à la vitesse, à la puissance et au thrash, dépourvu de nouveauté mais plein de passion et d'énergie ».

## Liste des chansons de l'album
1. The Arrival (instrumental) - 1 min 08 s
2. Atlantis Falling - 4 min 34 s
3. Brave New World - 4 min 32 s
4. Iron Savior - 4 min 26 s
5. Riding On Fire - 4 min 54 s
6. Break It Up - 5 min 01 s
7. Assaillant - 4 min 18 s
8. Children Of The Wasteland - 4 min 48 s
9. Protect The Law - 4 min 16 s
10. Watcher In The Sky - 5 min 21 s
11. For The World - 5 min 24 s
12. This Flight Tonight (reprise de Nazareth) - 3 min 56 s

## Crédits

### Membres du groupe
- Piet Sielck : chant, guitare, basse claviers
- Kai Hansen : guitare, chant sur Break it Up et Watcher in the Sky
- Thomen Stauch : batterie

### Invités
- Hansi Kürsch (de Blind Guardian) : chant sur For The World et basse
- Dirk Schlächter : basse
- Henne : chœurs sur Riding the Fire

### Divers
- Piet Sielck : production, enregistrement, mixage
- Thomen Stauch : coproducteur
- Kai Hansen : coproducteur, enregistrement
- Rudiger Beissert : assistant ingénieur
- Rainer Drechsler : photographe
- Kai Karczewski : design, logo
- Uwe Karczewski : design, logo
- Henny : pochette, logo